# Aviamilano Nibbio
L'Aviamilano F.14 Nibbio è un aereo da turismo monoplano a quattro posti, monomotore, prodotto da Aviamilano alla fine degli anni '50 in 10 esemplari.

## Sviluppo
Il Nibbio è stato sviluppato a partire dall'Aviamilano F.8 Falco, con il quale condivide alcune parti.
La fusoliera del Nibbio è costituita da due monoscocca rivettate e il rivestimento è in pannelli di legno rivestiti di tela ad eccezione di timone e equilibratori, che sono rivestiti con sola tela. Il motore è un Lycoming O-360A1A a quattro cilindri contrapposti da 134 kW (180 hp) raffreddato ad aria alimentato da un serbatoio in fusoliera e due nelle ali. Il carrello è retrattile ed è comandato elettricamente, così come i flap.